# Sarpallo
Sarpallo – gaun wikas samiti w środkowej części Nepalu w strefie Dźanakpur w dystrykcie Mahottari. Według nepalskiego spisu powszechnego z 2001 roku liczył on 1415 gospodarstw domowych i 8669 mieszkańców (4165 kobiet i 4504 mężczyzn).